# 秦出公
秦出公（前380年代前389年或前388年—前385年），《世本》作秦少主，《吕氏春秋》作秦小主，嬴姓，战国时期秦国君主。秦惠公之子，在位2年。

## 生平
前389年或前388年，秦出公出生。
前386年，秦惠公去世，秦出公继位。秦出公继位时年幼，由其母主持朝政。出公母亲重用宦官，贤臣心中不悦纷纷隐居，百姓忧郁埋怨议论纷纷，流亡在魏国的秦献公得知消息后就想返回秦国。秦献公及其随从来到郑县（今陕西省渭南市华州区）以东的边塞，守将右主然不让他们通过。秦献公被迫前往戎族之地，自焉氏塞（今甘肃省平凉市西北）由菌改迎立回国。出公母亲派军队捉拿秦献公，但军队在行进途中发生哗变倒向秦献公。
前385年，秦献公与哗变军队到达秦国首都雍城（今陕西省凤翔县南），出公母亲自杀，秦出公被杀。秦出公死后葬于雍，秦献公正式继位。